# Phagotrophie
Die Phagotrophie bezeichnet die heterotrophe Ernährungsweise durch Aufnahme von Partikeln.
Bei Algen ist Phagotrophie eine extreme Sonderform der Ernährung, bei der phagotrophe Algen, die ihre Pigmente und somit die Fähigkeit zum Assimilieren verloren haben, stattdessen feste Nahrungspartikel aufnehmen, die anschließend in speziellen Nahrungsvakuolen in für die Alge nutzbare Energie umgewandelt werden.